# Anatolij Dnyeprov
Anatolij Dnyeprov (oroszul: Анатолий Днепров; Jekatyerinoszlav, 1919. november 17. – Moszkva, 1975) szovjet-orosz fizikus, sci-fi-szerző. Eredeti nevén Anatolij Petrovics Mickevics (Анатолий Петрович Мицкевич).

## Élete
Fizikát tanult a Moszkvai Állami Egyetemen (MGU), ahol 1941-ben végzett. Önkéntesként csatlakozott a Vörös Hadsereghez és részt vett a második világháborúban. 1942 februárjától 1943 augusztusáig Sztavropolban idegen nyelveket tanult a hadsereg tanfolyamán. Ezt követően a hadsereg Vezérkarának Felderítő Főcsoportfőnökségéhez (GRU) került, ahol 1956-ig dolgozott. Ezután kutatóintézetekben dolgozott. 1956-tól a Szovjet Tudományos Akadémia Metallurgiai Intézetének, majd később az akadémia Világgazdasági és Nemzetközi Kapcsolatok Intézetének munkatársa volt. A népszerű szovjet ifjúsági tudományos-ismeretterjesztő folyóirat, a Tyehnyika – mologyozsi tudományos szerkesztője is volt. 1952-ben megszerezte a műszaki tudományok kandidátusa címet. Irodalmi pályafutását 1958-ban kezdte.

## Munkássága
Témái közé a kibernetika, az antivilág és a robotika tartozott.
Magyarul a Bíbormúmia című kisregénye 1969-ben jelent meg a Kozmosz Fantasztikus Könyvek sorozatában, valamint több novellája különböző antológiákban.

## Magyarul
- Anatolij Dnyeprov: Bíbormúmia. Tudományos-fantasztikus elbeszélések; ford. Belia György, utószó Tarján Rezső, életrajz Apostol András / Dmitrij Bilenkin: Hullámverés a Marson. Tudományos-fantasztikus elbeszélések; ford. Makai Imre, utószó Murányi Mihály, életrajz Apostol András; Móra–Kárpáti, Budapest–Uzsgorod 1969 (Kozmosz fantasztikus könyvek)